# Château de Celeyran
Le château de Celeyran est un château situé à proximité de Salles-d'Aude (hameau de Celeyran), en France.

## Localisation
Le château est situé sur la commune de Salles-d'Aude, dans le département français de l'Aude.

## Historique
Le château a appartenu depuis le XVIIe siècle et jusqu'à la fin du XIXe siècle à la famille Mengau-Tapié. Henri de Toulouse-Lautrec y a passé une partie de sa jeunesse.
En 1883, Amédée Tapié vend le domaine à Thérèse Humbert.
Edouard Soulas, négociant en viandes enrichi en Argentine, fait l'acquisition du domaine avant 1917. Il entreprend de rénover les installations techniques et refait également la décoration du château, dans un style néo-Louis XV qu'il déploiera également après 1924 dans la villa acquise à Nice. Il meurt à Celeyran en 1943.
Le château est acheté en 2009 par le conseil régional du Languedoc-Roussillon. Après de grosses dégradations et incendies, le château est revendu en 2019 à Gérard Bertrand qui est le plus important viticulteur du Languedoc.
L'édifice est classé partiellement au titre des monuments historiques en 1952 (Pierre avec inscription gallo-romaine incrustée dans le mur Sud du chevet de la chapelle).
Les archives du domaine sont conservées aux Archives départementales de l'Aude.

## Tableaux d'Henri de Toulouse-Lautec
Henri de Toulouse-Lautrec a fait de nombreux tableaux entre 1880 et 1882 à Céleyran. Sa mère a fait don de ses œuvres de jeunesse en 1922 à la ville d'Albi. Elles ont constitué le premier noyau du futur Musée Toulouse-Lautrec. 

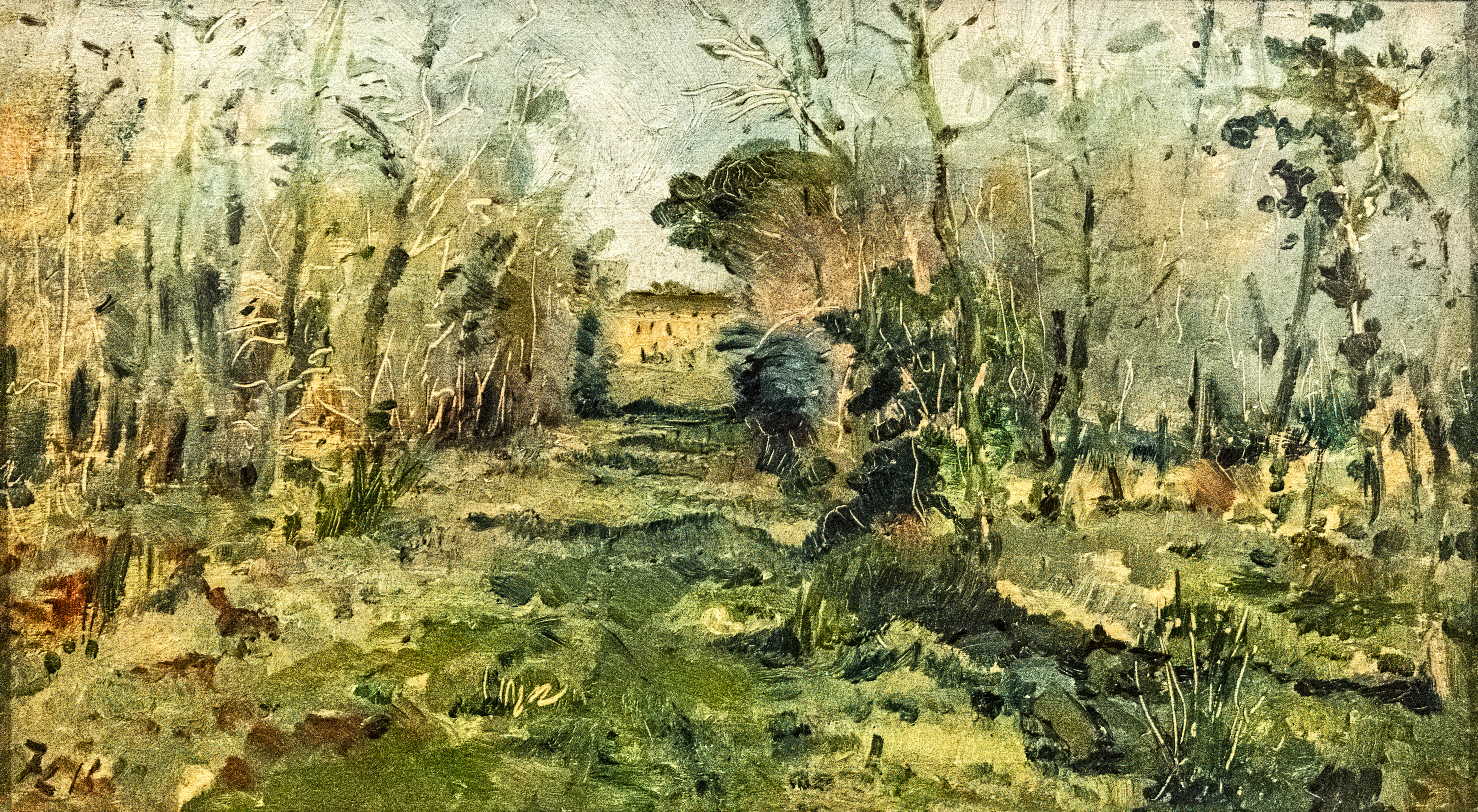
Céleyran, une avenue
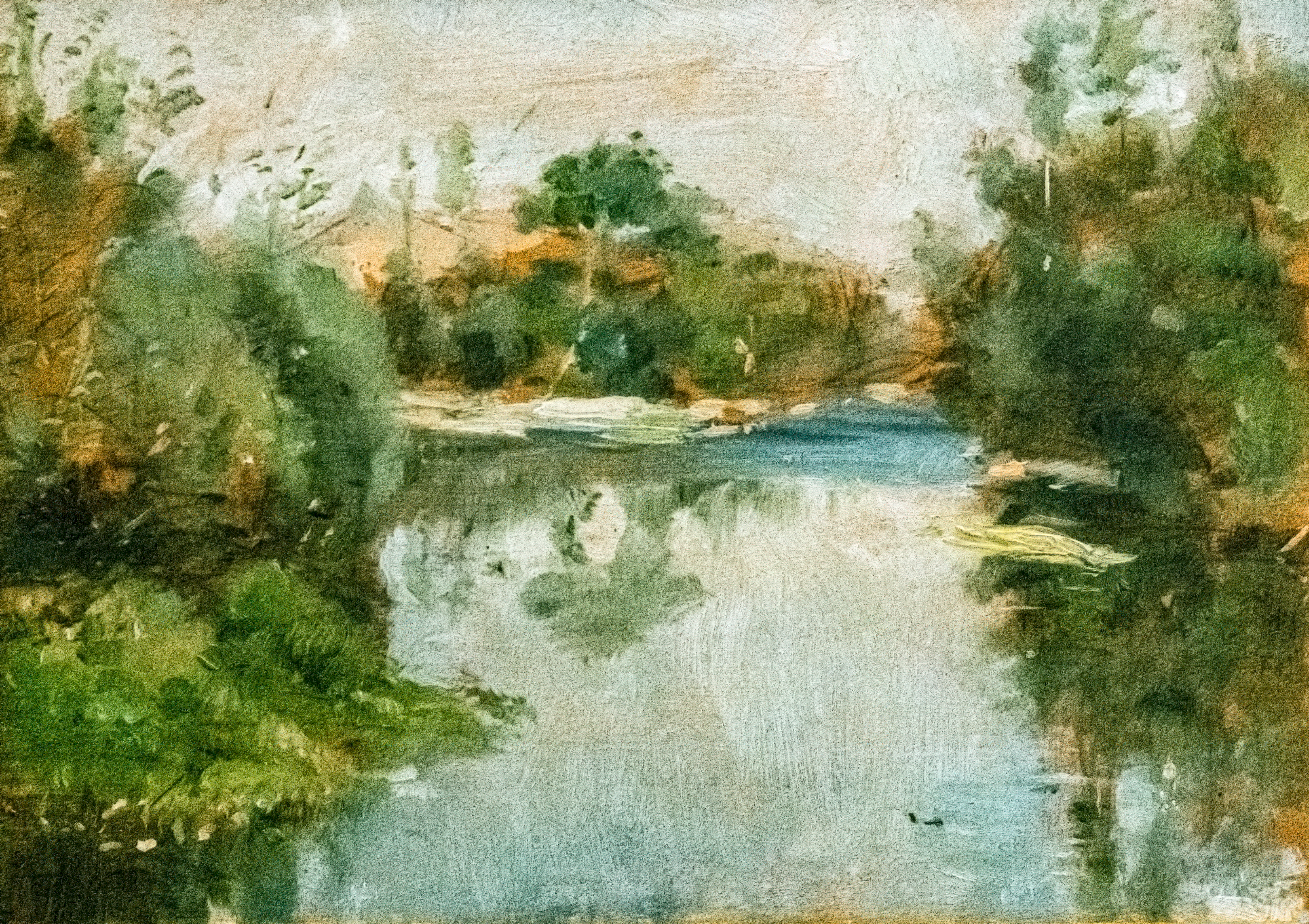
Céleyran, au bord de la rivière
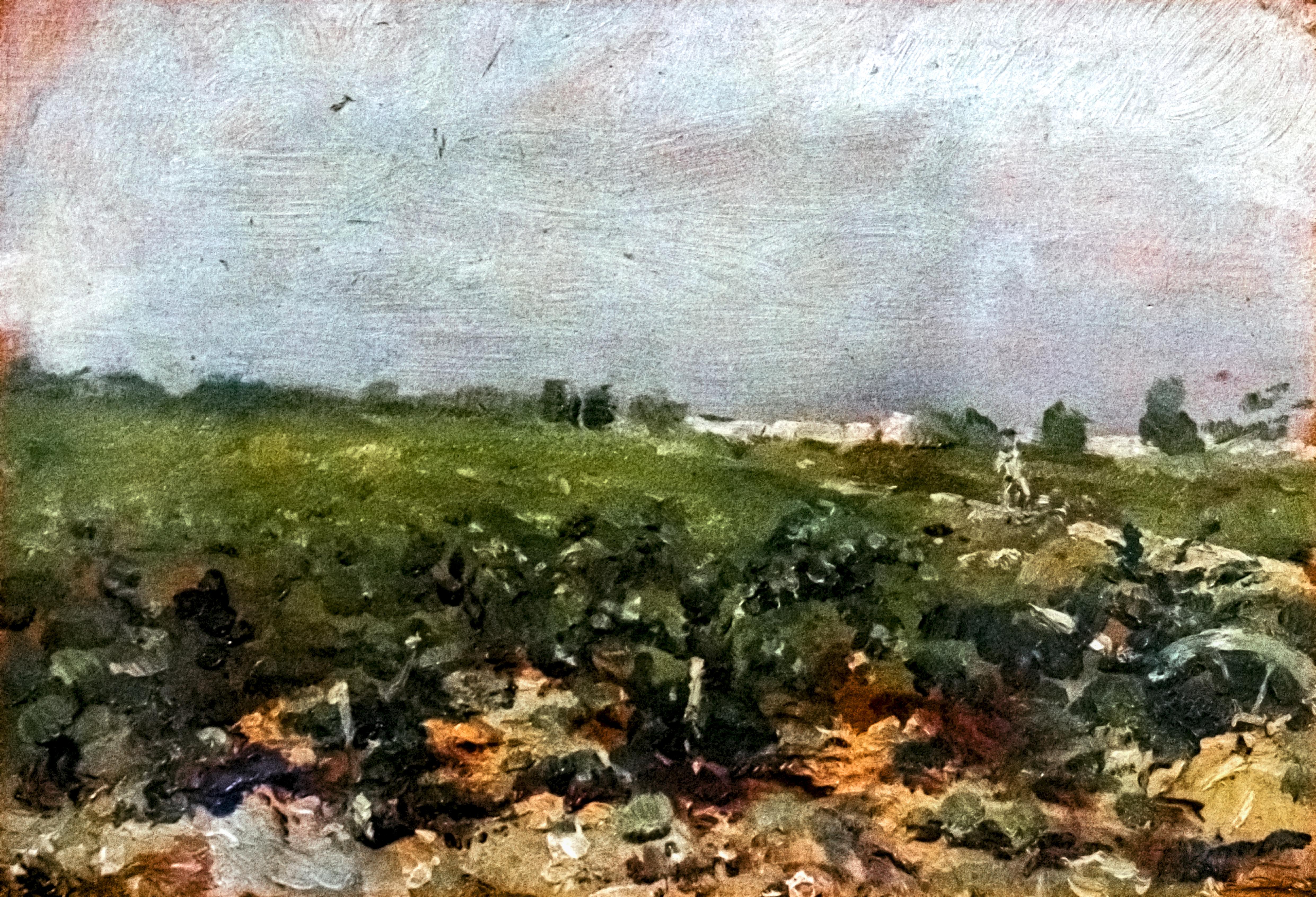
Céleyran, Vue des vignes

  Concernant le tableau intitulé "Céleyran, au bord de la rivière", il n'y a pas de rivière à Céleyran. Il y a seulement le ruisseau de Céleyran qui longe le jardin, sans eau à ce jour[Quand ?].